# Love Me Tender (piosenka)
Love Me Tender – piosenka napisana w 1956 roku przez Elvisa Presleya i Kena Darby’ego. W tym samym roku utwór nagrał Presley, który wydanano na singlu (1956).
Oficjalnie jednak zamiast tego ostatniego, autorstwo przypisano żonie Darby’ego, Verze Matson, z uwagi na problem związany z prawami autorskimi. Utwór nagrany został przez Presleya w 1956 roku. W 1956 roku odbyła się premiera filmu (westernu) Kochaj mnie czule z udziałem Presleya, w którym muzyk zaśpiewał tę piosenkę.

## Inni wykonawcy tego utworu
- Della Reese
- Richard Chamberlain
- Percy Sledge
- B.B. King
- Linda Ronstadt
- The Platters
- Amy Grant
- Ricky Nelson
- Engelbert Humperdinck
- Norah Jones, Adam Levy
- James Brown
- Tony Bennett
- Frank Sinatra
- Johnny Mathis
- Thalía
- Mick Ronson
- Vytautas Juozapaitis
- Scatman John